# Bùi Văn Nam Sơn
Bùi Văn Nam Sơn (sinh năm 1947) là một triết gia, tác giả và dịch giả người Việt Nam. Ông đã dịch và hiệu đính một số tác phẩm triết học và khoa học xã hội đã được xuất bản tại Việt Nam.

## Thân thế và sự nghiệp
Ông sinh năm 1947 tại Vĩnh Trinh, Duy Xuyên, Quảng Nam. Nhiều thông tin cho rằng ông có họ gần với thi sĩ Bùi Giáng.
Từ 1964-1968: Học triết học tại Đại học Văn khoa Sài Gòn. 
Từ năm 1968, sang Đức du học, học khoa Triết, Đại học J. W. Goethe, Frankfurt/M, CHLB Đức. Ông là học trò của hai nhà triết học hàng đầu thế giới là Karl Otto Apel (1922 - 2017) và Habermas (sinh năm 1929).
Ông đã dịch và hiệu đính nhiều tác phẩm triết học và khoa học xã hội. 2007 ông được trao giải thưởng Phan Châu Trinh về Dịch thuật.
Ông hiện đang sinh sống tại TP Hồ Chí Minh.

### Tác phẩm dịch
- Phê phán lý tính thuần túy (I. Kant - 2004, tái bản 2007)
- Phê phán năng lực phán đoán (I. Kant - 2007)
- Phê phán lý tính thực hành (I. Kant - 2007)
- Hiện tượng học Tinh thần (G.W.F. Hegel - 2006)
- Khoa học Lôgíc (Hegel - 2008)
- Các Nguyên Lý Của Triết Học Pháp Quyền (Hegel - 2010)
- Ý Niệm Hiện tượng học - Năm bài giảng (Edmund Husserl - 2016)
- Nền đạo đức Tin lành và tinh thần của chủ nghĩa tư bản (Max Weber - 2008, dịch chung)
- Chính thể đại diện (J. S. Mill - 2008, dịch chung)
- Cái Ác - Một thách thức đối với Triết học và Thần học (Paul Ricoeur - 2021)

### Tác phẩm viết
- Trò chuyện triết học - Tập 1 + 2 (2012), tập 3 + 4 +5 + 6 + 7 (2017)+"tập 8+9" (2020).
- Chat với Hannah Arendt (2016).
- Chat với John Locke (2016).
- Chat với René Descartes (2017)

### Hiệu đính và viết lời giới thiệu một số tác phẩm:
- “Alexis de Tocqueville và sự trầm tư về nền dân trị”, giới thiệu quyển Nền dân trị Mỹ (Tocqueville) (bản dịch của Phạm Toàn), Nhà xuất bản Tri thức, 2007.
- “Lyotard với tâm thức và hoàn cảnh hậu-hiện đại”, giới thiệu quyển Hoàn cảnh hậu hiện đại (Lyotard) (bản dịch của Ngân Xuyên), Nhà xuất bản Tri thức, 2007.
- “Sự cần thiết của một bộ từ điển các triết gia”, giới thiệu quyển 101 triết gia (Mai Sơn biên soạn), Nhà xuất bản Tri thức, 2007.
- Tủ sách “Nhập môn triết học, có minh họa”, Nhà xuất bản Trẻ (từ 2006).
- “Gilles Deleuze và việc tiếp nhận Nietzsche ở Pháp”, giới thiệu cuốn Nietzsche và Triết học, (bản dịch của Từ Huy), Nhà xuất bản Tri thức (2010).
- Từ Điển Triết Học Habermas (Andrew Edgar), bản dịch của Nguyễn Đắc Kiên, IRED & Nxb Khoa Học - Xã Hội (2018).
- Từ Điển Triết Học Gadamer (Chris Lawn - Niall Keane), bản dịch của Nguyễn Sỹ Nguyên, IRED & Nxb Khoa Học - Xã Hội (2019).
- Triết học nghệ thuật của Heidegger (Julian Young), bản dịch của Như Huy, Nhã Nam & Nxb Thế giới, 2020.
- Giữa quá khứ và tương lai: Tám Bài Tập Tư Duy Chính Trị (Hannah Arendt), bản dịch của Nguyễn Thị Minh, Social Life & Nxb Tri thức (2020).
- Lịch Sử Triết Học (Tây Phương) - Johannes Hirschberger [2 tập], tập thể dịch giả gồm: Dương Anh Xuân, Thánh Pháp, Đoàn Kim Cúc, Nguyễn Thanh Huy, Nguyễn Thị Minh, Đặng Thị Hồng Nhung, Vũ Hoàng Lan Phương, Công ty Sách Thời Đại & Nxb Tri thức, 2020.

Ngoài ra ông còn viết lời giới thiệu cho nhiều cuốn cũng như viết hàng chục bài báo về nhiều chủ đề triết học.